# Unibail-Rodamco-Westfield
Unibail-Rodamco-Westfield – przedsiębiorstwo działające na rynku nieruchomości komercyjnych (centra handlowe, centra konferencyjne, hale wystawowe, powierzchnia biurowa). Jedna z największych spółek na rynku nieruchomości komercyjnych w Europie.
Powstała w czerwcu 2007 z połączenia francuskiej spółki Unibail i holenderskiej Rodamco Europe. W czerwcu 2018 z połączenia Unibail-Rodamco z Westfield powstała nowa spółka o nazwie Unibail-Rodamco-Westfield.

## Centra handlowe w Polsce
Polski oddział Unibail Rodamco został zarejestrowany w 2003 roku jako Unibail Rodamco Polska spółka z o.o.
- Westfield Mokotów (Warszawa)[1]
- Westfield Arkadia (Warszawa)[1]
- Galeria Wileńska (Warszawa)[1]
- Złote Tarasy (Warszawa)[1]
- Wroclavia (Wrocław)[1]
- Centrum Ursynów (Warszawa)[1]